# Калькуттская фондовая биржа
Калькуттская фондовая биржа — вторая крупнейшая фондовая биржа в Индии. Располагается в Калькутте. Была основана в 1908 году. Сейчас является второй крупнейшей биржей в Индии.